# El Salvador (Guanajuato)
El Salvador, también llamado San José del Carmen, es una localidad del estado mexicano de Guanajuato. Es parte del municipio de Salvatierra.

## Demografía
| Gráfica de evolución demográfica |
|                                  |

| Censo | Población |
| ----- | --------- |
| 1900  | 572       |
| 1910  | 589       |
| 1921  | 641       |
| 1930  | 572       |
| 1940  | 374       |
| 1950  | 934       |
| 1960  | 1 245     |
| 1970  | 1 408     |
| 1980  | 1 361     |
| 1990  | 1 478     |
| 2000  | 1 324     |
| 2010  | 1 205     |
| 2020  | 1 025     |